# 面高昌義
面高 昌義（おもだか まさよし、1940年 - 2006年1月2日）は、元日本テレビ放送網のディレクター・リポーター・テレビ番組制作会社「モンド」代表取締役社長。

## 人物・略歴
- 東京都出身。早稲田大学第一文学部卒業後、1963年に日本テレビに入社。バラエティ番組のディレクターなどを担当。1980年に同局を退社しアメリカに渡り、現地でフリーのディレクター・レポーターとして活動。その後帰国して制作会社でテレビ番組制作に携わる。その他、海外のタレント招聘や政府の要人へのインタビューなども行っていた。
- かつて1976年に女優の五月みどりと結婚したが、1984年に離婚。2度目の妻は元日本テレビプロデューサーでCS日本常務取締役の面高直子。
- 2006年に胸腹部大動脈瘤破裂で死去。享年65。石川敏男によると「日テレのエレベーターで降りてきたら急に気分が悪くなって…」と話した後、容体が急変したとのこと。

## テレビ番組
日本テレビ時代
- 金曜10時!うわさのチャンネル!!
- カックラキン大放送!!

フリー・制作会社時代
- 壮絶バトル!花の芸能界
- あの人は今!?
- ピン子のウィークエンダーリターンズ

レポーターで出演した番組
- 11PM（読売テレビ制作版）
- ザ・ワイド

## 映画
- 復活の日